# Allassostoma magnum
Allassostoma magnum är en plattmaskart. Allassostoma magnum ingår i släktet Allassostoma och familjen Paramphistomatidae. Inga underarter finns listade i Catalogue of Life.